# 李玮锋
李玮锋（1978年12月1日—），吉林省长春市人，是一名中国足球运动员，司职后卫，曾担任中国国家队队长以及天津权健队的副总经理兼领队。其在2009-2010年期间曾效力于水原三星，是首位效力韩国联赛的中國球員。
李玮锋最著名的是他的头球，这使他赢得了「大头」的绰号。但他雖然球技了得，各樣的場外行為卻惹人非議，過火的動作也使他較易得到紅牌。例如在2005年東亞足球錦標賽中，他的粗野行為便為中國隊招來了兩張紅牌。之後他在深圳作為主力球員與教練迟尚斌發生矛盾，影響了球隊，而令後者被迫下课，更被冠以「球霸」的稱號。

## 俱乐部生涯

### 火车头
1990年，李玮锋在12岁的时候就从长春老家到了火车头青年队，他是火车头体协全国范围招收好苗子的成功杰作之一。1996年，他被健力宝青年队选中赴巴西，1998年健力宝回国之后迅速解体，原属火车头体协的李玮锋却一度面临着“无球可踢”，有不少甲A俱乐部都希望将其永久转入，但火车头体协当然不想轻易完全放弃，只同意临时将李玮锋出租半年。同时，火车头足校将他分配到了长春客车总厂工作。这时，深圳平安俱乐部出资80万元人民币，将李玮锋、鲍文杰打包租借半个赛季。1998年底，深圳平安整体收购包括李玮锋在内的14名火车头新秀。不过，李玮锋的父母已搬到北京，李玮锋自己也希望到北京国安效力。1999年1月，李玮锋向中国足协递交了申诉书，希望足协仲裁他的归属。李玮锋在申诉书中称，他从前只是火车头体校的一名学生，直接由体校入选健力宝队留洋，从未与火车头俱乐部签过合同，火车头俱乐部也没有给他发过工资，1998年7月火车头体校已经将他分配，只是因为长春客车总厂没能给他安排工作才把关系转回火车头体协。然而，中国足协最后裁定李玮锋归属深圳平安俱乐部。

### 深圳平安
李玮锋也自此开始了在深圳的迅速成长。数任主帅，从车範根到健力宝时期就师从的朱广沪都对李玮锋赋予机会精心培养，几年下来李玮锋成为深圳队的铁打主力和国家队的青壮力量，打入并参加了2002世界杯。

### 埃弗顿
世界杯后，經由當時埃弗顿和深圳队的赞助商科健的运作，李玮锋和李铁一起被租借到英超的埃弗顿。可是由于水土不服，他只得到很少出场机会。英国媒体footballfancast评选出的大衛·莫耶斯上任以来引进球员时的十大败笔，这桩转会中的李玮锋和李铁“榜上有名”。2003年1月17日，李玮锋正式解除与埃弗顿的租借合同，重新回国踢球。

### 回到深圳
2004年賽季，他以队长身份带领深圳队夺得首届中超联赛冠军。2005年卷入球霸风波，但仍带队打入历史性的亚冠四强。2006年初，他由深圳健力宝转会到上海申花，转会费高达600万人民币。日后的岁月中，李玮锋屡屡面对深圳队取得并不情愿的入球，始终挂念回到深圳队结束职业生涯。

### 上海申花
2008年，李玮锋由于国家队、国奥队赛事频繁，几乎没有获得为上海申花上场的机会，并逐渐失去位置。

### 武汉光谷
2008年9月，他在赛季中二次转会期以290万加盟陷于保级区的武汉光谷，再次效力于深圳健力宝时的主帅朱广沪麾下。9月28日，他在客场与北京国安的比赛中有意踩踏对方球员路姜，两人发生激烈冲突。事后，两人都得到足协8场停赛，罚款8000的处罚。这处罚也令武汉光谷不滿而退岀中超联赛。
2009年1月，李玮锋据报道将以自由转会的形式加盟韩国联赛冠军水原三星。如此他不单可以成为第一位效力韩国联赛的中国球员，更可能开创中国球员引用国际足联规则转会国外，而绕开中国足协下属球员合同期满甚至被俱乐部提前终止后三年内转会仍然必须向原俱乐部支付转会费的规定。但是刚刚支付了转会费却因为退出被中国足协取消注册资格的武汉对此极为不满，俱乐部高层将此事上升到“国有资产流失”的高度，而足协则不愿意表态。最终经过李玮锋与俱乐部的协商，武汉俱乐部正式同意他以模棱两可的“临时转会”形式加盟水原，水原没有支付费用，而且主教练车範根坚持此次是转会而不是租借，因此外界普遍推论是李玮锋自费补偿了武汉俱乐部。

### 水原三星
2009年1月22日，水原三星在官方网站宣布，球队已经正式与中国球员李玮锋签约，合同为期两年，具体细节没有透露。有媒体称，李玮锋由此成为中国球员效力K联赛的历史第一人。不过，在李玮锋加盟水原三星之前，媒体就报道过山东鲁能泰山足球学校出身的小将蒋亚非加盟K联赛蔚山现代的消息，也有媒体认为蒋亚非才是中国球员登陆K联赛的第一人。蒋亚菲2001年5月到达韩国，2003年初与蔚山现代签订职业合同，后来还入选过中国国青队，但在蔚山现代没有获得出场机会，最后不知所终。
3月11日，在水原三星主场对阵日本鹿岛鹿角的亚洲冠军联赛小组赛的比赛中，李玮锋打入了其个人代表水原三星队的第一粒入球，并最终帮助球队以4:1战胜对手。

8月8日晚， 在韩国日本联赛全明星对抗赛中，韩国联赛全明星队在仁川球场以1-4的悬殊比分负于日本全明星队，输掉了第二届韩日对抗赛。中国球员李玮锋代表韩国全明星队踢满全场。
11月8日，李玮锋助水原三星七年来首夺韩国足协杯同时，这也是李玮锋在加盟水原三星后赢得的第一个正式比赛冠军锦标，也成为继孙祥，曲圣卿之后，第三个随队获得所在国家俱乐部杯赛冠军的中国留洋球员。
2010年5月11日，在水原三星主场对阵中国北京国安的亚洲冠军联赛16强赛的比赛中，李玮锋打满了90分钟帮助球队2-0淘汰北京国安晋级8强。自2005到2010年，6年中李玮锋先后代表深圳健力宝、上海申花和水原三星，3次打入了亚冠联赛的8强，随3支不同球队闯入8强李玮锋创中国球员在亚冠联赛的里程碑。
2010年12月，水原三星在官方网站宣布与大连实德俱乐部达成协议，李玮锋将转会大连实德，但李玮锋不愿去大连实德，后来数支中超球队都表示有意购买李玮锋，其中包括天津泰达、杭州绿城以及大连实德，事件演变成转会闹剧。李玮锋一度表示2011年将留在水原三星，不过水原三星在主教练尹星孝的带领下进行着全面重建，李玮锋被球队排除在外。

### 天津泰达
2011年1月，虽然李玮锋和水原三星的合同还有一年才到期，但水原三星和李玮锋提前解约。其后天津泰达官方宣布正式签入李玮锋。
2015年7月20日，李玮锋与泰达俱乐部宣布解约。

## 退役后
2016赛季，天津权健宣布李玮锋担任球队的副总经理兼领队。
2019年10月8日，天津天海宣布，李玮锋担任教练组组长，成为事实上的主教练。
李玮锋還擔任過河南足球俱乐部總經理，但因為球隊戰績不佳，他於2024年5月19日主動辭職。

## 国家队生涯
李玮锋首次代表中国国家队出场是在1998年11月22日上海中韩对抗赛中国0比0战平韩国队的比赛。1998年12月10日，李玮锋在曼谷亚运会6比1击败阿曼的比赛中攻进自己在国家队的第一个进球。
2002年世界杯外围赛，李玮锋在客场最后1分钟对卡塔尔队的头球为中国最后出线拿到宝贵的一分。
2002年世界杯，李玮锋作为主力球员参加了中国队在小组赛中的所有比赛。
2005年东亚足球锦标赛，虽然李玮锋在第一场对韩国的比赛被红牌逐出场外，但最后仍能以队长身份捧起冠军奖杯。这也是李玮锋代表国家队获得的唯一一个国际A级赛事冠军。
2006年9月李玮锋在代表上海申花出战亚洲冠军联赛時，向對手報復而领受了他过去14个月的第6张红牌。2006年10月2日，他也因此被中国足协逐岀中国国家足球队並剥夺李玮锋的国家足球队队长头衔和2006年內不再征召他。
2007年3月27日国家队对阵乌兹别克斯坦的国际友谊赛，是他重返国家队後的首場比賽。
2007年7月15日亞洲盃小組賽对阵伊朗是他替国家队上阵的第100场比賽。
2007年10月18日李玮锋与郑智、肇俊哲及肖战波共同担任国家队队长。
2008年2月20日东亚四强赛对阵日本是他第100场正式的国际A级比赛。
2011年3月25日，中国在武汉迎战新西兰的热身赛是李玮锋时隔三年后重返国家队的首场比赛。
2011年9月1日，在2014世界杯预选赛20强赛首仗对阵新加坡前夕，李玮锋再次被任命为国家队队长。

## 联赛出场纪录
最後更新：2014年11月2日 
| 赛季  | 俱乐部     | 國家   | 出场 | 入球 |
| ----- | ---------- | ------ | ---- | ---- |
| 1998  | 深圳平安   | 中国   | 12   | 2    |
| 1999  | 深圳平安   | 中国   | 23   | 1    |
| 2000  | 深圳平安   | 中国   | 24   | 0    |
| 2001  | 深圳平安   | 中国   | 24   | 1    |
| 2002  | 深圳平安   | 中国   | 10   | 0    |
| 02/03 | 埃弗顿     | 英格兰 | 1    | 0    |
| 2003  | 深圳健力宝 | 中国   | 25   | 3    |
| 2004  | 深圳健力宝 | 中国   | 13   | 1    |
| 2005  | 深圳健力宝 | 中国   | 19   | 0    |
| 2006  | 上海申花   | 中国   | 25   | 4    |
| 2007  | 上海申花   | 中国   | 22   | 4    |
| 2008  | 上海申花   | 中国   | 3    | 0    |
| 2008  | 武汉光谷   | 中国   | 2    | 0    |
| 2009  | 水原三星   |        | 24   | 1    |
| 2010  | 水原三星   |        | 24   | 1    |
| 2011  | 天津泰达   | 中国   | 24   | 1    |
| 2012  | 天津泰达   | 中国   | 28   | 0    |
| 2013  | 天津泰达   | 中国   | 27   | 1    |
| 2014  | 天津泰达   | 中国   | 19   | 1    |
| 2015  | 天津泰达   | 中国   | 7    | 0    |

## 荣誉

### 俱乐部
深圳健力宝
- 中国足球超级联赛冠军 (1)：2004

上海申花
- A3冠军杯冠军 (1)：2007

水原三星藍翼
- 韩国足总杯冠军 (2)：2009，2010

天津泰达
- 中国足协杯冠军 (1)：2011

### 国家队
中国国家队
- 亚洲杯

亚军 (1): 2004
殿军 (1): 2000
- 亚运会

铜牌 (1): 1998
- 东亚足球锦标赛冠军 (1)：2005

## 家人
1993年9月5日，李玮锋的哥哥李晨光的大学生涯刚刚开始几天，所在长春税务学院（现名吉林财经大学）图书馆里有个李姓男子与图书管理员田云兴发生争执，李某将田云兴打倒在地。这时，路过的李晨光上前阻止，被李某用水果刀刺中心脏而遇难。那时李玮锋刚刚入选国家青年队，家人暂时向他隐瞒了实情。到了1994年年初，在被父母隐瞒四五个月之后，李玮锋才获知哥哥发生不幸的消息。
1994年，为了全力支持仅剩下的唯一的儿子的事业，李玮锋的父母来到北京市丰台区定居。原本在长春拖拉机厂担任供应科科长的父亲李枫梧辞去公职，在北京一个公司里谋一个差事。“我爸妈每天上班要倒两三次公交车，我爸还比较胖，一到夏天，挤得汗衫都湿透了……” 2000年3月2日，李枫梧遭遇车祸去世。 在随深圳队夺得中超冠军得以落户深圳后，李玮锋将母亲接到深圳，举家在深圳扎根。
李玮锋的妻子耿晓辉是大连人，二人的女儿于2009年出生。